# Saffet Sancaklı
Saffet Sancaklı (né le 27 février 1966) est un footballeur turc d'origine bosniaque à la retraite. Il évoluait au poste d'attaquant. Actuellement il est agent de joueurs a son compte affilié a la FIFA.
Il s'est présenté aux élections législatives de 2011 en Turquie sous la bannière du Parti d'action nationaliste dans la circonscription d'Istanbul. Il est élu député en 2015 dans la circonscription de Kocaeli.

## Palmarès joueur
- 1 fois champion de Turquie avec Fenerbahçe SK en 1996.
- 1 fois vainqueur de la Coupe de Turquie avec Kocaelispor en 1997.
- 2 fois vainqueur de la Coupe du Premier ministre avec Galatasaray SK en 1995 et avec Fenerbahçe SK en 1998.

## Statistiques détaillées
Dernière mise à jour le 03/06/2010.
| Saison    | Club              | TOTAL  | TOTAL | Championnat | Championnat | Championnat | Coupe d'Europe | Coupe d'Europe | Coupe d'Europe | Coupes Nationales | Coupes Nationales |
| Saison    | Club              | Matchs | Buts  | Division    | Matchs      | Buts        | Type           | Matchs         | Buts           |                   |                   |
| Saison    | Club              | Matchs | Buts  | Division    | Matchs      | Buts        | Type           | Matchs         | Buts           | Matchs            | Buts              |
| --------- | ----------------- | ------ | ----- | ----------- | ----------- | ----------- | -------------- | -------------- | -------------- | ----------------- | ----------------- |
| 1990-1991 | Sarıyer GK (Prêt) | 12     | 0     | Süperlig    | 10          | -           | -              | -              | -              | 2                 | -                 |
| 1991-1992 | Kocaelispor       | 35     | 30    | Lig B       | 31          | 28          | -              | -              | -              | 4                 | 2                 |
| 1992-1993 | Kocaelispor       | 28     | 17    | Süperlig    | 27          | 17          | -              | -              | -              | 1                 | -                 |
| 1993-1994 | Kocaelispor       | 34     | 22    | Süperlig    | 30          | 18          | -              | -              | -              | 4                 | 4                 |
| 1994-1995 | Galatasaray SK    | 38     | 28    | Süperlig    | 32          | 23          | C1             | ?              | ?              | 6                 | 5                 |
| 1995-1996 | Galatasaray SK    | 12     | 9     | Süperlig    | 11          | 7           | C3             | ?              | ?              | 1                 | 2                 |
| 1995-1996 | Kocaelispor       | 16     | 13    | Süperlig    | 16          | 13          | -              | -              | -              | -                 | -                 |
| 1996-1997 | Kocaelispor       | 3      | 0     | Süperlig    | 3           | -           | -              | -              | -              | -                 | -                 |
| 1996-1997 | Fenerbahçe SK     | 32     | 15    | Süperlig    | 28          | 13          | C1             | ?              | ?              | 4                 | 2                 |
| 1997-1998 | Fenerbahçe SK     | 35     | 10    | Süperlig    | 30          | 9           | C3             | ?              | ?              | 5                 | 1                 |
| 1998-1999 | Konyaspor         | 16     | 8     | Lig B       | 16          | 8           | -              | -              | -              | -                 | -                 |
| 1990-1999 | TOTAL             | 261    | 152   | -           | 234         | 136         | -              | 0              | 0              | 27                | 16                |